# Ralph F. Gates
Ralph Fesler Gates  (* 24. Februar 1893 in Columbia City, Whitley County, Indiana; † 28. Juli 1978 ebenda) war ein US-amerikanischer Politiker und zwischen 1945 und 1949 der 37. Gouverneur des Bundesstaates Indiana.

## Frühe Jahre und politischer Aufstieg
Nach der Grundschule besuchte Gates bis 1917 die University of Michigan, wo er in den letzten beiden Jahren Jura studierte. Während des Ersten Weltkrieges stieg er bei der militärischen Finanzverwaltung (Pay Corps) bis zum Leutnant auf. Dabei verbrachte er etwa ein Jahr außer Landes. Nach seiner Rückkehr betrieb er zusammen mit seinem Vater eine Anwaltskanzlei in Columbia City. Er wurde auch führendes Mitglied im Veteranenverband American Legion. Gates schloss sich der Republikanischen Partei an und verdankte seinen politischen Aufstieg vor allem einer Parteikarriere. Zwischen 1941 und 1944 war er Vorsitzender der Republikaner in Indiana. 1944 wurde er von seiner Partei als Kandidat für die anstehende Gouverneurswahl nominiert, die er mit 51 Prozent der Stimmen recht knapp gegen den demokratischen US-Senator Samuel D. Jackson für sich entschied.

## Gouverneur von Indiana
Nach seinem Wahlsieg löste Gates am 8. Januar 1945 Henry Schricker als Gouverneur ab. Zu Beginn seiner vierjährigen Amtszeit war der Zweite Weltkrieg noch nicht beendet. Nachdem der Krieg mit der japanischen Kapitulation beendet war, musste auch in Indiana die Industrieproduktion auf den zivilen Bedarf umgestellt werden, und die heimkehrenden Soldaten mussten wieder in das öffentliche Leben eingegliedert werden. Auch die Verletzten und Kriegsversehrten mussten betreut werden. Unabhängig von diesen kriegsbedingten Vorgängen wurde in Gates’ Amtszeit ein neues Rentengesetz für alle Angestellte eingeführt. Außerdem entstanden neue Regierungskommissionen und Ministerien, darunter eine Kommission, die sich mit dem Hochwasserschutz befasste. Eine andere Kommission war mit den Angelegenheiten der Kriegsveteranen betraut, eine weitere mit der Verbesserung der Verkehrssicherheit.

## Weiterer Lebenslauf
Nachdem Gates im Jahr 1948 aufgrund einer Verfassungsklausel nicht direkt wieder kandidieren durfte, musste er im Januar 1949 aus dem Amt scheiden; sein Vorgänger Henry Schricker wurde auch sein Nachfolger als Gouverneur. Gates selbst wurde wieder als Anwalt tätig. Er blieb aber parteipolitisch weiter für die Republikaner aktiv. Zwischen 1947 und 1961 saß er im Republican National Committee. Ralph Gates starb 1978. Er war mit Helene Edwards verheiratet, mit der er drei Kinder hatte.